# اردوگاه انتقالی مشلن
اردوگاه انتقالی مشلن با عنوان رسمی SS-Sammellager Mecheln در آلمانی، اردوگاهی برای بازداشت و توقیف بود که در یک پادگان سابق ارتش در مشلان در بلژیک تحت اشغال آلمان قرار داشت. از این اردوگاه به عنوان مکانی برای گردآوری یهودیان و کولیان بلژیک پیش از اخراج آنها به اردوگاه‌های کار اجباری و مرگ واقع در اروپای شرقی در طول هولوکاست بهره گرفته می‌شد.
این اردوگاه در مارس ۱۹۴۲ گشایش یافت و تنها اردوگاه انتقالی در خاک بلژیک بود. اردوگاه توسط زیخرهایتس‌پولیتزای (SiPo-SD یا «پلیس امنیت»)، که شاخه ای از اداره اصلی امنیت رایش بود، اداره می‌شد. زندانیان آن به اردوگاه‌هایی چون آشویتس-برکناو فرستاده می‌شدند. میان ۴ اوت ۱۹۴۲ و ۳۱ ژوئیه ۱۹۴۴، ۲۸ قطار از نزدیکی اردوگاه بیرون رفتند و بیش از ۲۵۰۰۰ نفر را به تبعید فرستادند. تنها ۱۲۴۰ نفر از ایشان از جنگ جان سالم به در بردند.
این اردوگاه در سپتامبر ۱۹۴۴ در جریان آزادسازی بلژیک از سوی آلمانی‌ها رها شد و پس از آن برای اسکان مورد استفاده دوباره قرار گرفت. در سال ۱۹۹۶، موزه ای در آن تأسیس شد و امروز بخشی از پادگان سابق و یک ساختمان جدید روبروی بخشی از مرکز یادبود، موزه و اسناد هولوکاست و حقوق بشر کازرن دوسن، که شامل یک یادمان و موزه هولوکاست می‌شود، است.